# 光復香港，時代革命

「光復香港，時代革命」旗幟

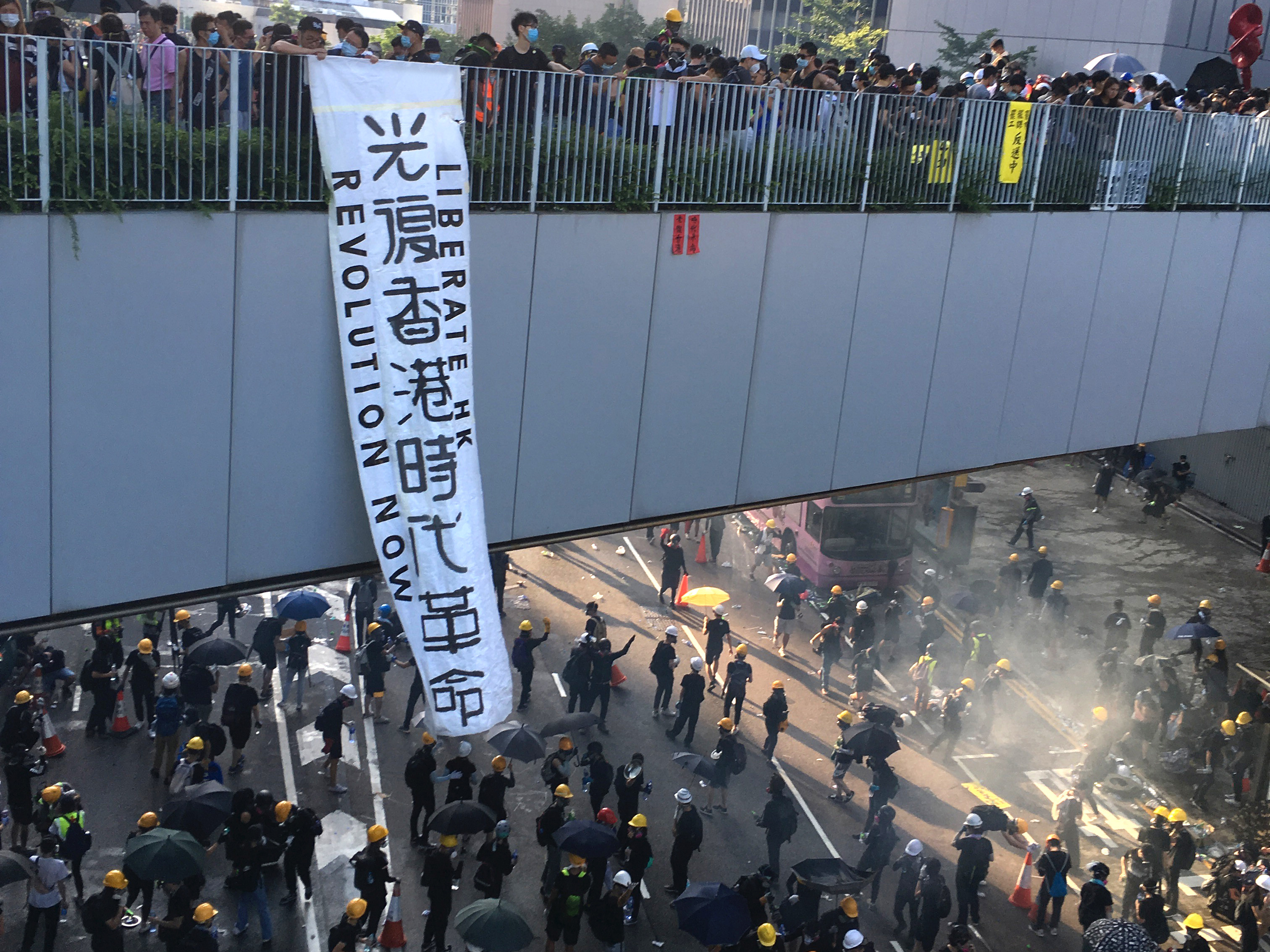
2019年8月5日，三罷行動期間，金鐘夏慤道天橋懸掛「光復香港，時代革命」手寫標語

「光復香港，時代革命」（英语：、或，简称“光时”）是香港的社會運動口號，也是爭取民主的抗爭運動的口號。最早是在2016年，本土民主前線發言人梁天琦在參選香港立法會新界東地方選區補選的時候，首次提出該競選主題與口號。他強調不同年齡人士都可以參與革新和改變，因此是「時代革命」。而在同年的香港立法會選舉，青年新政亦使用「光復香港，時代革命」作為競選口號。
到了2019年，隨著反對《逃犯條例》修訂草案的行動不斷發展與升級，港人重新提出「光復香港，時代革命」的口號，並引發全世界廣泛關注。前端傳媒總編輯張潔平表示該口號是強烈的行動升級與革命願望，並指出「香港人，要讓香港，成為香港人的香港」。
香港特別行政區政府於2020年7月2日作出聲明，表示「光復香港，時代革命」口號具有港獨，或將香港特區從中華人民共和國分離出去、改變特區的法律地位，或顛覆國家政權的含意，同時強調《港區國安法》禁止分裂國家及顛覆國家政權的行為。香港高等法院在唐英傑案的判決中，亦支持此口號在該案情境下具有構成分裂國家的效果。聯合國人權事務委員會則認為呼喊該口號是行使言論自由權。

## 口號緣起

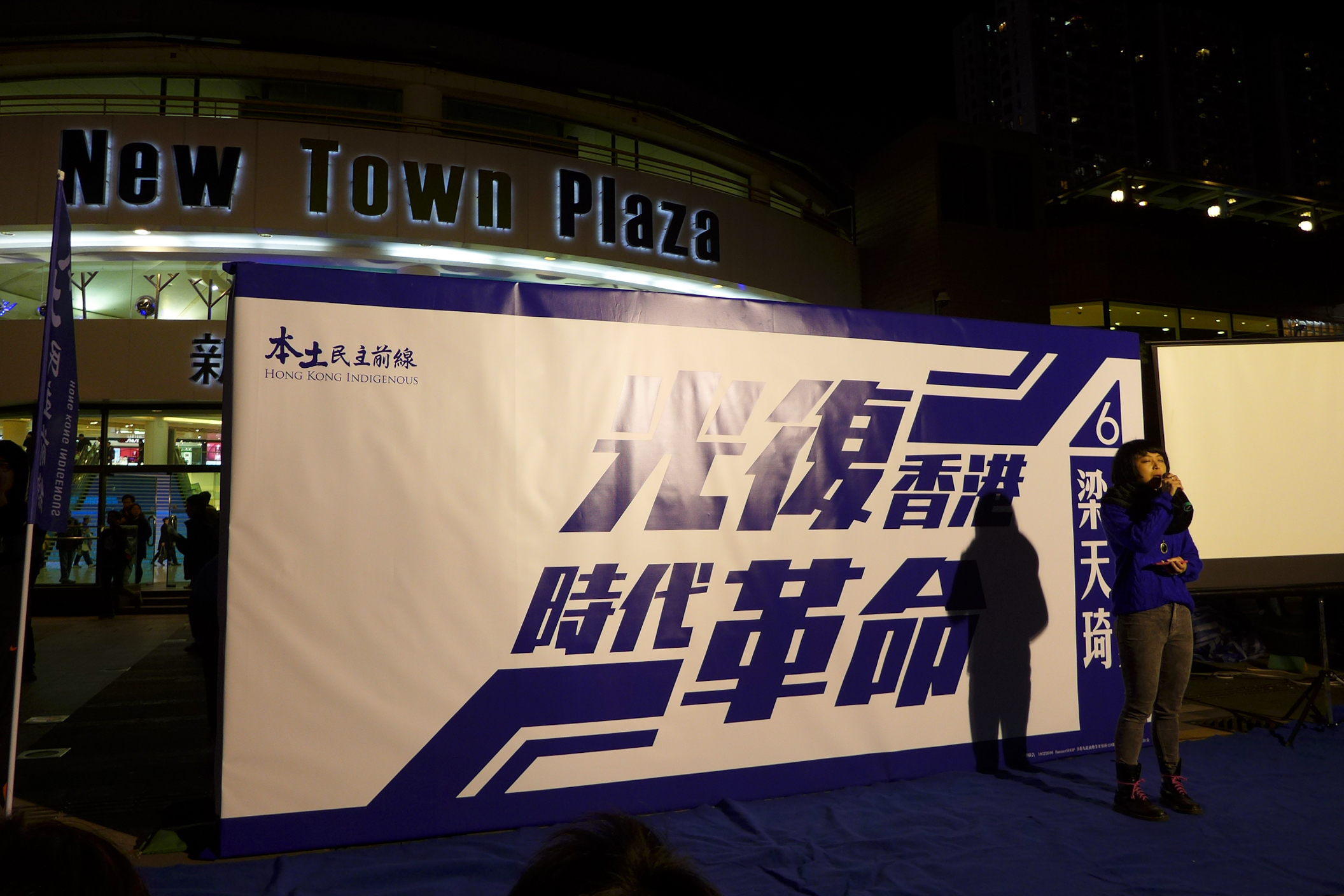
2016年2月20日，本土民主前線發言人梁天琦在參選香港立法會新界東地方選區補選的造勢大會，以「光復香港，時代革命」作背景

「光復香港，時代革命」最早是由香港本土派活動人士梁天琦所提出的社會運動口號。梁天琦主張香港獨立運動和本土自決，認為香港是一個國家、香港人屬於同一個群體，並希望能夠凝聚香港人的「內在力量」。原本梁天琦在宣布參加香港立法會新界東地方選區補選的記者會上，新聞稿提出的選舉口號是「知行合一，世代革新」。不過梁天琦等人認為這個口號無法吸引到選民投票，立場部分亦不夠鮮明，因而在2016年1月底構思新的選舉口號。
「光復」一詞可追溯至辛亥革命時之光復會，以及國共戰爭後中華民國政府力求光復大陸。而用在香港本土運動最早是2012年光復上水站。本土民主前線成立初期最廣為人們所熟悉的活動，是在2015年主張反對香港境內水貨客，並在新界屯門、沙田、元朗、上水等地區發起「光復行動」。因此選舉口號中便使用「光復」一詞，提醒選民本土民主前線是藉由街頭抗爭，爭取香港人應有權利的抗爭者。而雖然該次補選位在新界東選區，由於「光復新東」的用法並不順口，最後更改為較順口的「光復香港」。口號後半部份則是由原本的「世代革新」改進而成，並以「革命」一詞呼應本土民主前線的政治理念與組織定位。
在「時代革命」或「世代革命」的用詞選擇上，梁天琦最後決定以「時代革命」作為選舉口號，以強調革新與改變是不同年齡者都可以參與的行動，其只需要人們相信且擁抱自由，所以不會是「世代之爭」。他還指出，只要相信自由便能夠擁抱新的時代，並且應該去爭取、掌握命運。同時，他還提到許多人並不願意屈服於極權主義與舊有框架之下，並深信可以擁有屬於自己的政府。而在參選香港立法會選舉的提名無效後，梁天琦表示香港已經成為獨裁的地方。他進而指出在這種情況下，唯一的方法是革命。

## 各界對詞義的理解

### 張秀賢
參選2019年香港區議會選舉的張秀賢在被選舉主任問及有關政治立場的問題時，他在回覆信中說明了「光復香港，時代革命」的意思。事後，張秀賢獲選舉主任接納提名有效，更勝出選舉。
| “        | 本人指的「光復香港」，意思是將香港「光復」回舊日般面貌，如市民可以如往日般享受各種自由，重歸安居樂業的生活，參選者亦可以如《基本法》第二十七條所賦予而享有言論、新聞、出版的自由，不會因為政治傾向而被取消參選資格，選舉主任可以回復專業，不受政治問題的干擾。 「時代革命」就是指在這個時代，我們必定要透過大型的變革，才可以使香港繼續向前，回復昔日的光輝。 「革命」一詞本身，在此不應解讀為「一種流血並推翻政權的行動」，而是結構和思潮上的大變革，就如「工業革命」、「技術革命」等，就指是一種在該層面上的大變革。而「時代革命」的真締，就更像是一種「世代更替」的意味，讓年輕人帶領社會變革，推動民主發展，捍衛香港的自由、法治。 | ” |
| ——張秀賢 | |   |

## 使用情況

### 首次使用

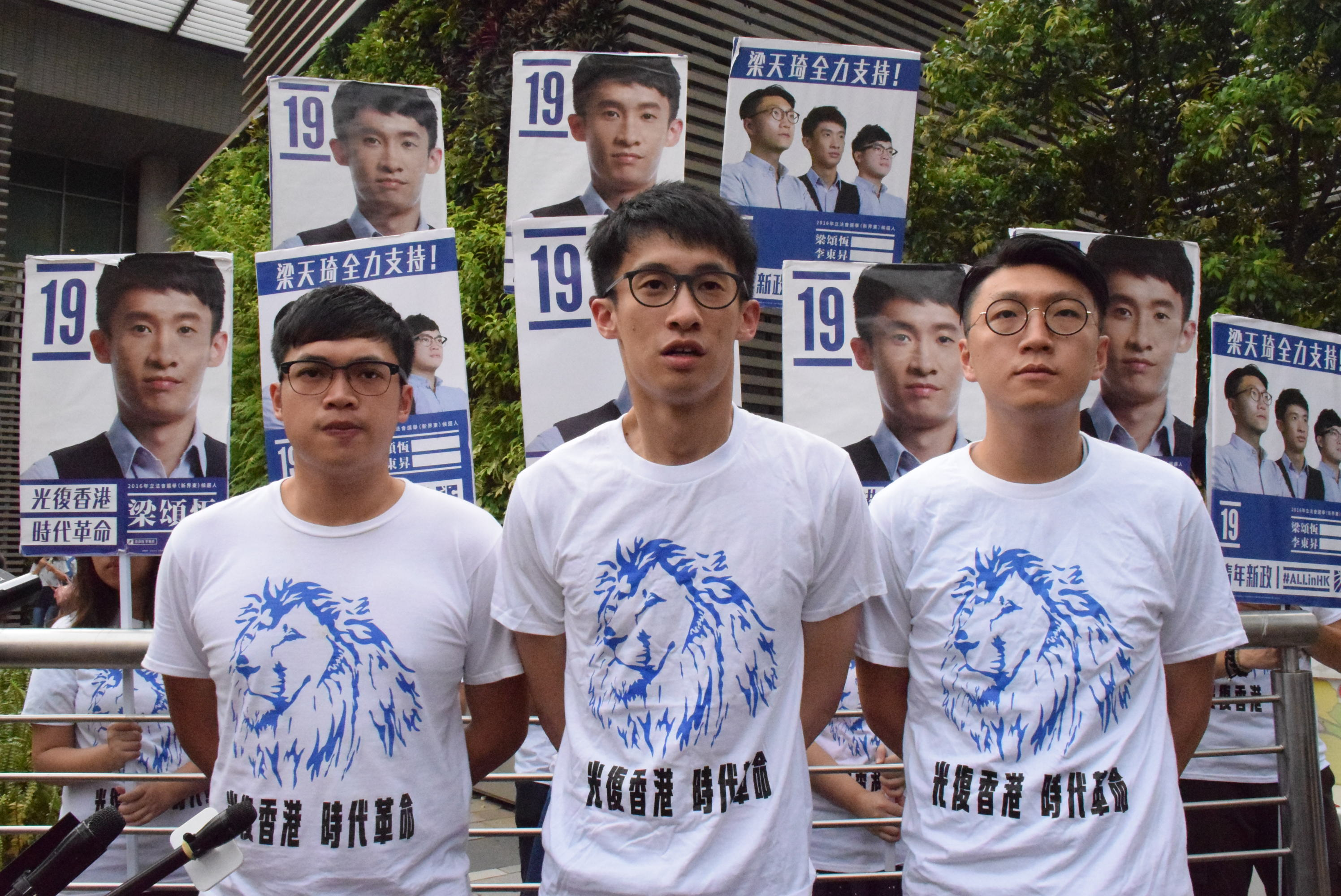
2016年，香港本土派曾以「光復香港，時代革命」為口號，參與立法會選舉。

2016年1月，本土民主前線發言人梁天琦宣布參加香港立法會新界東選區議席的補選，其主要目的是宣揚本土民主前線與本土派的理念。在過去，本土民主前線曾提出「武勇捍衛本土價值」的政治運動，並希望實現「我城，故我守」的主張。同年2月8日，在旺角騷亂發生後，代表本土民主前線的梁天琦提出「光復香港，時代革命」、「以武抗暴」等競選主題與口號。對此，選舉事務處將「光復香港，時代革命」等詞語列入候選人簡介的政綱中，但是拒絕為其免費投寄傳單。
在選舉期間，梁天琦積極倡導「武力抗暴」、「光復香港」等主張，造成輿論的兩極反應。雖然武力抗爭和香港獨立運動這兩個傾向，引發香港主流社會的注意，但是也讓香港特別行政區政府和傳統民主派產生排斥感。相對的，在旺角騷亂被捕後，梁天琦的名聲反而有所提升，並獲得大批本土派人士的站臺支持。到了2月28日，梁天琦在立法會新界東地方補選中，取得66,000多張選票，得票率15.39%，當中有大部分的選票來自年輕的選民。其後，梁天琦所代表的香港激進本土派勢力，也獲得許多年輕人的支持。
在同年的立法會選舉上，屬於自決派的青年新政也以「光復香港，時代革命」作為競選口號，派出梁頌恆、游蕙禎等3人參選。不過在這之後，香港激進本土派勢力在政治空間上面臨到嚴厲的打壓，相關的立法會議員參選資格和社團資格都遭到取消。到了2018年6月，香港特別行政區高等法院裁定梁天琦在旺角騷亂期間的「襲警罪」與「參與暴動罪」成立、「煽惑暴動罪」不成立，最終判囚6年，即時收押。

### 再次使用

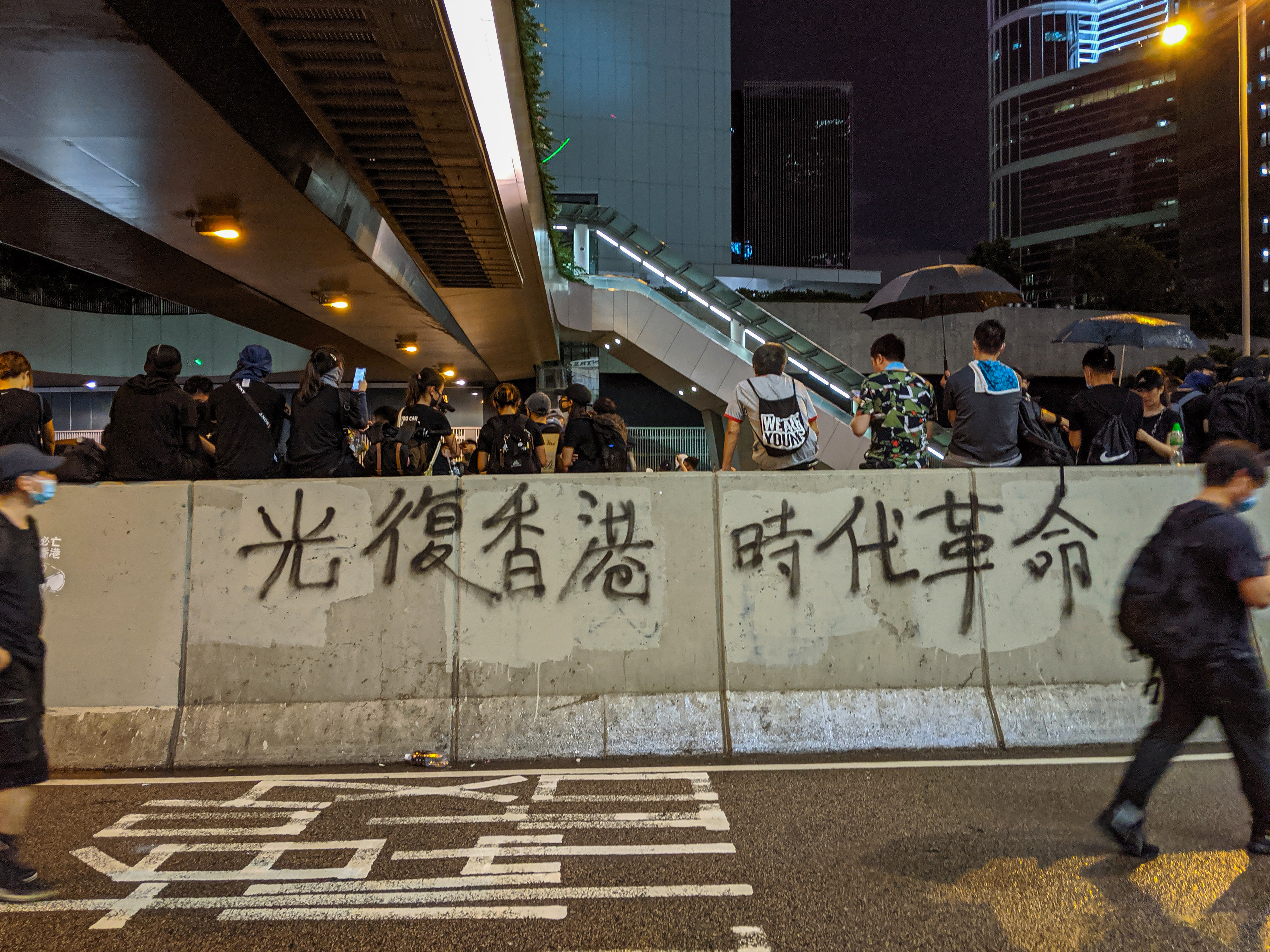
2019年8月18日，當日示威中出現有關標語塗鴉

2019年，香港出現一系列反對《逃犯條例》修訂草案的運動，示威者最初使用反對修訂草案、「不撤不散」、「不受傷，不流血，不被捕；不割席，不分化，不篤灰」、「Be Water」、「兄弟爬山，各自努力」、「一個都不能少」等口號。但是到了7月中旬，隨著反對《逃犯條例》修訂草案的運動已經深入到各個社區，相關行動的光譜也愈來愈廣，主流社會對於「武力」的寬容度亦有所提升。
與此同時，愈來越多年輕人則是開始緬懷梁天琦於從前對於抗爭的付出。其中，示威者陸續在沙田區、大埔區等地的連儂牆，張貼「光復香港，時代革命」的標語，有時旁邊還會寫上「感謝梁天琦」等字句。在同一個時期，示威者也流行使用更加通俗的粵語詞句「攬炒」，該說法比喻所有事物一同摧毀，有玉石俱焚的意味。隨著示威行動越來越頻繁與持續升級，示威者在遊行中經常喊出的口號，也開始轉變為「光復香港，時代革命」，該口號的意義也有所引申。
其中在7月21日，示威群眾前往包圍中聯辦，於附近丟擲雞蛋，向中華人民共和國國徽潑墨，並且呼喊「光復香港，時代革命」口號，最終警方再次發射催淚彈、橡膠子彈驅散人群。對此，建制派政黨與立法會議員隨即發表聯合聲明，認為示威者提出「光復」、「革命」等呼籲行為，涉及到香港獨立運動，亦是背離《中華人民共和國香港特別行政區基本法》與「一國兩制」原則的違法行為。
2019年8月5日，抗爭者發起全港「三罷」及「七區集會」，林鄭月娥於當日譴責有示威者提出「光復香港，時代革命」口號是「搞革命」和「挑戰國家主權」。對此有多個民間團體認為林鄭月娥的言論是抹黑和將反送中運動貼上「港獨」標籤，其中學術自由學者聯盟代表指出，該口號是香港一個社會運動的口號，最早出自2015年，意思是強調革新及改變，以行動爭取權利，並沒有「港獨」的意思，也並沒有提出真正的革命。
2019年8月9日至11日，在香港國際機場一連三日的「萬人接機」活動中，有人於機場其中一條步入離境大堂的通道上，掛起寫有「光復香港 時代革命」的直幡，獲在場人士報以歡呼及掌聲支持，多次高呼「光復香港 時代革命」口號。機管局人員一度要求收回，現場即噓聲四起，集會人士用鐳射筆射向該直幡，以表支持。
2019年10月，香港選手Blitzchung於亞太區大師職業賽接受賽後採訪時，高呼「光復香港，時代革命」。10月8日，暴雪爐石戰記官網以違反賽事規章為由，剝奪Blitzchung十二個月比賽資格，自大師職業賽除名，並取消其於第二賽季所獲之獎金，以及終止與當日兩位賽事評論員之合作。

## 造成影響

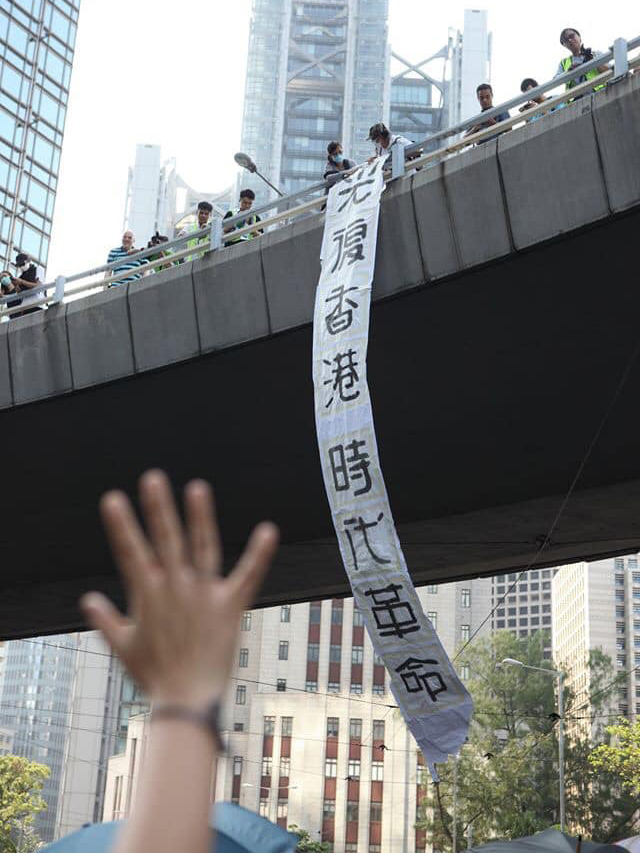
示威者在「光復香港，時代革命」旗幟下，做「五大訴求」手勢。

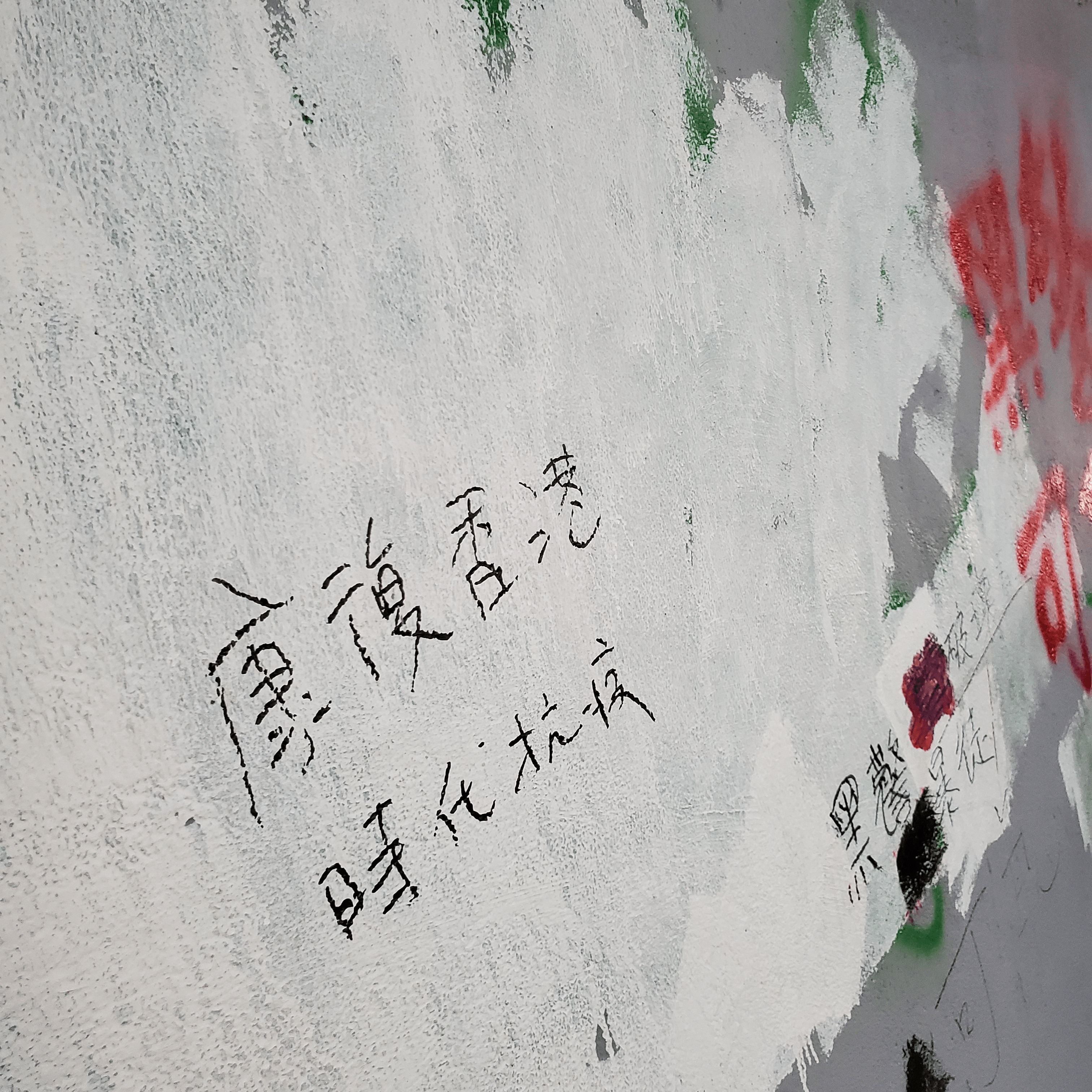
2020年，香港某處寫上「康復香港，時代抗疫」的塗鴉。

在反對《逃犯條例》修訂草案所引發的抗爭中，特别是2019年7月21日示威和同日元朗襲擊事件後，部分示威者已經將該行動視為是一場革命，並重新採納梁天琦的「光復香港，時代革命」口號。對於示威者提出「光復香港，時代革命」的口號，網際網路上有大量討論。前端傳媒總編輯張潔平表示，該口號是在運動一直沒有成果的情況下，出現一種行動升級與革命的強烈願望，並指出「這一代人，要讓香港，成為香港人的香港」。而香港中學校長會主席鄧振強則表示，「光復香港，時代革命」的口號反映遊行人士認為自己正在做正義的事情，並且能夠付出任何的代價。
與此同時，中國人民政治協商會議全國委員會副主席、前香港特別行政區行政長官董建華則提到，當抗爭行動由圍堵立法會轉為衝擊中华人民共和国中央人民政府駐港機構與塗汙國徽，以及口號由「反對《逃犯條例》」變成「光復香港，時代革命」時，是公然挑戰「一國兩制」原則、中央權威的行為。《環球時報》總編輯胡錫進則在新浪微博發表評論文章，指稱香港反對修訂《逃犯條例》的激進示威者使用「光復香港，時代革命」的「極端口號」，讓人聯想到「顏色革命」與「香港獨立運動」。2019年8月，新华社评论认为这一口号中的“光复”二字体现了香港激进人士的政治阴谋，“严重挑战‘一国两制’原则底线”。
在過去，選舉事務委員會也曾經認定「光復香港，時代革命」的主題，與《基本法》第一條「有根本性的抵觸」。專業及持續教育學院講師陳偉強則認為，示威者提出該口號便是要推翻政權，而香港獨立運動的崛起已經達到影響國家安全的界線。英國《金融時報》專欄作家吉迪恩·拉奇曼則認為，「光復香港，時代革命」的口號和激進情緒，應該要引起中華人民共和國政府的警惕。
立法會議員何君堯認為「光復香港，時代革命」是港獨口號，政府應制止示威者在遊行期間呼叫或展示此標語。

### 成為茂名抗爭口號
2019年11月，廣東茂名文樓鎮因興建火葬場一事激起民眾發起群體性事件，即2019年化州火葬場抗議事件。民眾喊出「光復茂名，時代革命」的口號。

### 成為2019冠狀病毒病疫情期間口號
2020年，2019冠状病毒病在中國大陸爆發，不滿封鎖措施的市民喊出包括「光復武漢，時代革命」在內的口號。在香港，「光復香港，時代革命」也衍生出「康復香港，時代抗疫」的口號。

### 成為台灣政治運動口號
2019年12月21日，民間團體「WeCare高雄」發起罷免高雄市長韓國瑜「1221WeCare台灣大遊行」，遊行人士喊出「光復高雄、保衛台灣」的口號。主辦單位在終點站宣布超過50萬民眾參與，而前一日發放「光復高雄」貼紙的现场更是人潮爆滿。

## 《港區國安法》實施後的相關追捕與控罪

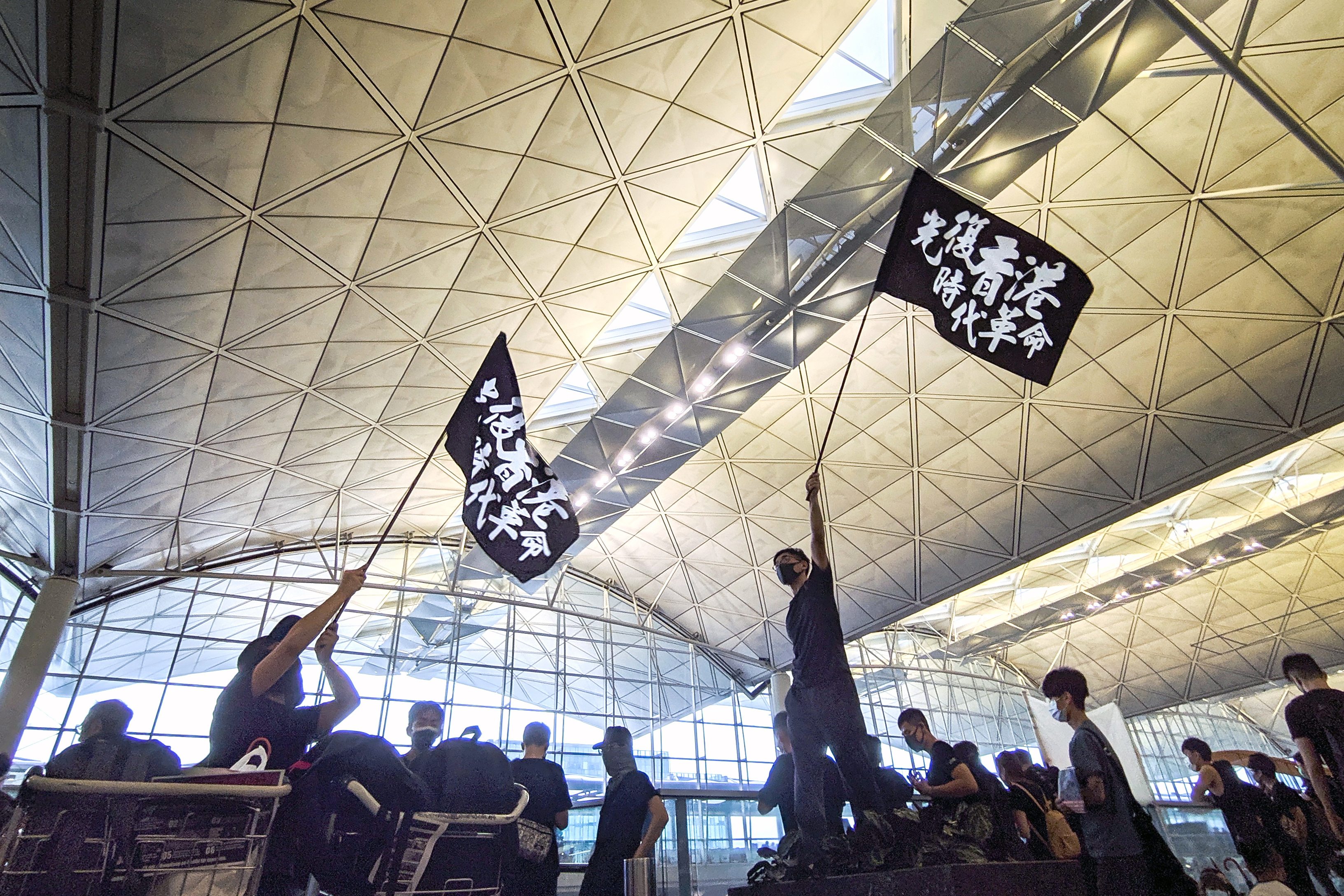
香港政府指「光復香港、時代革命」含有顛覆國家政權、主張香港獨立的含義，叫喊相關口號可能會違法

《港區國安法》通過後，展示或攜帶「光復香港，時代革命」標語的民眾或示威者遭到拘捕。
於2020年香港七一遊行，十名示威者涉嫌違反《港區國安法》而被拘捕，包括有人被搜獲、展示或揮動印有「光復香港，時代革命」的旗幟或標語。這十人當中，一名19歲男子因在手機殼貼上「光復香港，時代革命」貼紙，以及在袋中攜帶數張貼紙，而被指涉嫌顛覆國家政權，遭到拘捕。另外，當日下午有一名男子唐英傑駕駛插有「光復香港，時代革命」旗幟的電單車，衝向警方防線。成為首宗《港區國安法》通過後，因展示「光復香港，時代革命」字眼的旗幟而被控「煽動他人分裂國家罪」及「恐怖活動罪」的國安法案件。
2020年7月2日，有報章引述香港警務處的消息表示，由於「光復香港、時代革命」乃源於本土民主前線前發言人梁天琦在參加2016年立法會新界東地方選區補選時的競選口號，而他過往曾提出「港獨」、「香港國」等倡議，故在遊行現場或公眾地方如商場高呼該口號將被視作違反《港區國安法》。而香港政府於同日晚上發表聲明，表示該口號帶有「港獨」、或將香港特區從中華人民共和國分離出去、改變特區的法律地位、或顛覆國家政權的含意，而《港區國安法》禁止分裂國家及顛覆國家政權等危害國家安全的行為和活動，香港政府嚴正譴責任何挑戰國家主權、統一和領土完整的行為，並呼籲社會大眾不要以身試法。 
7月4日，大律師公會副主席葉巧琦表示，不能因一句口號就判人違法，政府聲明亦不能作為呈堂證供，在法律上無重量；民主黨立法會議員涂謹申指，叫口號者的詮釋與原作者的理解未必相同，如黃碧雲就理解為恢復一國兩制。行政會議成員湯家驊指，從常識來看，對口號的解讀會與政府一致，同時強調，政府聲明對法庭沒有約束力。律政司司長鄭若驊就表示，對口號解釋一直未變，並未因國安法而有不同解釋，口號在2019年區議會選舉時無問題是選舉主任決定。
港區國安法首宗案件中，唐英傑被指駕駛插有「光時」旗幟電單車撞向三名警員，被控「煽動他人分裂國家罪」及「恐怖活動罪」等三罪。審議過程中，傳召的專家證人、嶺大歷史系教授劉智鵬認為，該口號號意指採取手段改變當前香港政權，及於當權者手上奪回政權。指從歷史語境來看，「光復」某樣東西，是由一個有正統政權的角度出發，「光復香港」即指香港正被由一個不正統及不合法政權佔據，故說話者認為香港政權是一個敵人的政權、即中華人民共和國非法擁有這城市。「時代革命」這口號，是指自認為正統的口號提出方要推翻當前政權。2021年7月27日，香港高等法院原訟法庭法官杜麗冰、彭寶琴、陳嘉信裁定，該口號的「自然及合理效果」是構成煽動他人分裂國家，因此判決煽動分裂國家罪成。

## 命名事物
2021年6月2日，布達佩斯市長卡拉松尼·蓋爾蓋伊宣布，為抗議復旦大學在匈牙利布達佩斯設立分校，決定將校區附近其中一條街道改以「光復香港道」（Szabad Hongkong út），其餘三條為「謝仕光主教道」（Hszie Si-kuang püspök út）、「達賴喇嘛道」（Dalai Láma út）和「維吾爾烈士徑」（Ujgur Mártírok útja）。